# Reillanne
Reillanne ist eine französische Gemeinde mit 1730 Einwohnern (Stand 1. Januar 2022) im Département Alpes-de-Haute-Provence in der Region Provence-Alpes-Côte d’Azur. Sie ist der Hauptort (Chef-lieu) im Kanton Reillanne im Arrondissement Forcalquier.

## Geographie
Die angrenzenden Gemeinden sind
- Vachères im Nordwesten,
- Aubenas-les-Alpes im Norden,
- Saint-Michel-l’Observatoire und Villemus im Osten,

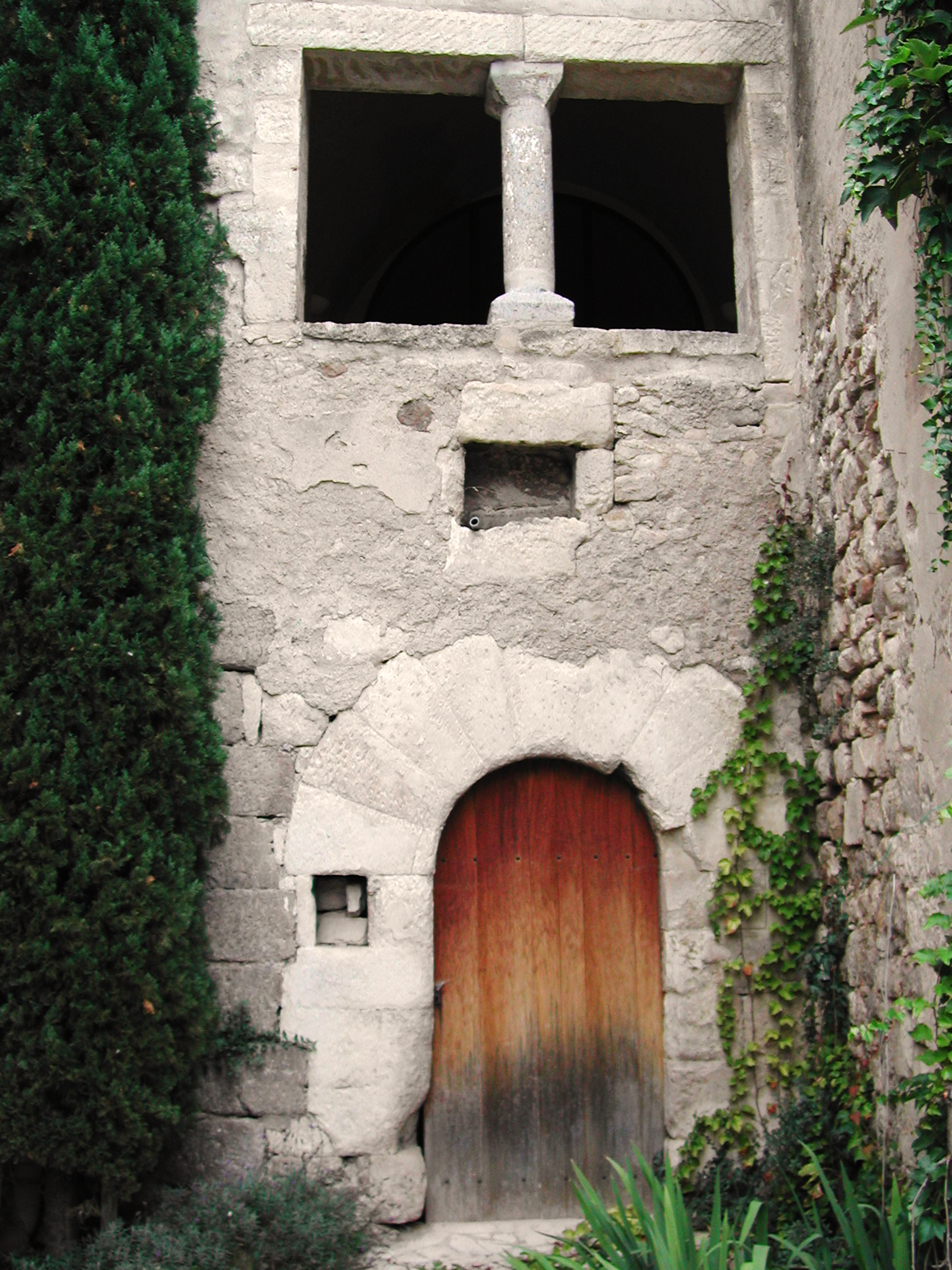
Fassade der ehemaligen Synagoge von Reillanne

- Montjustin im Süden,
- Céreste im Südwesten,
- Sainte-Croix-à-Lauze im Westen.

## Geschichte
Von der jüdischen Gemeinde von Reillanne stammt die einzige im Original erhaltene Taqqanah-Urkunde des Mittelalters. Sie wurde 1313 verfasst und enthält 20 Taqqanot. Erhalten blieb sie in ihrer Zweitverwendung als Bucheinband einer Machsorschrift. Das Dokument wird heute in der Bibliothèque nationale de France in Paris aufbewahrt.
1942 eröffnete das Vichy-Regime in Reillanne im Mas des Prés, einem ehemaligen Kloster, ein « centre spécial pour des étrangers non dangereux » et « indésirables », ein spezielles Zentrum für ungefährliche und unerwünschte Ausländer. Interniert wurden hier hauptsächlich arbeitsunfähige jüdische Familien.
Am 12. Mai 1944 führten 10 bewaffneten deutschen Soldaten zusammen mit französische Kollaborateuren in Reillanne eine Razzia durch. In deren Verlauf wurden 54 ausländische Juden, darunter 9 Kinder, verhaftet.
Die Festgenommenen wurden im Mai 1944 über das Sammellager Drancy nach Auschwitz-Birkenau deportiert. Nur zwei von ihnen, Sigmund Braunstein und Wilma Singer, überleben.
Zur Zeit erinnert eine Gedenktafel an dem ehemaligen Kloster an die Razzia und die Deportation. Für 2024 sind aus Anlass des 80. Jahrestages dieser Ereignisse seitens der Gemeinde Veranstaltungen und Ausstellungen geplant. Auch eine Buchproduktion über das Lager ist in Vorbereitung.

## Bevölkerungsentwicklung
| Jahr      | 1800 | 1856 | 1901 | 1921 | 1954 | 1968 | 1975 | 1982 | 1990 | 1999 | 2006 | 2011 | 2012 | 2014 |
| --------- | ---- | ---- | ---- | ---- | ---- | ---- | ---- | ---- | ---- | ---- | ---- | ---- | ---- | ---- |
| Einwohner | 1175 | 1514 | 1306 | 987  | 585  | 602  | 665  | 892  | 1197 | 1322 | 1476 | 1542 | 1552 | 1589 |

## Sehenswürdigkeiten
- Porte Saint-Pierre, Monument historique
- Mühle Delestic, Monument historique
- Kirche Notre-Dame-de-l’Assomption
- Kirche Saint-Denis
- Synagoge

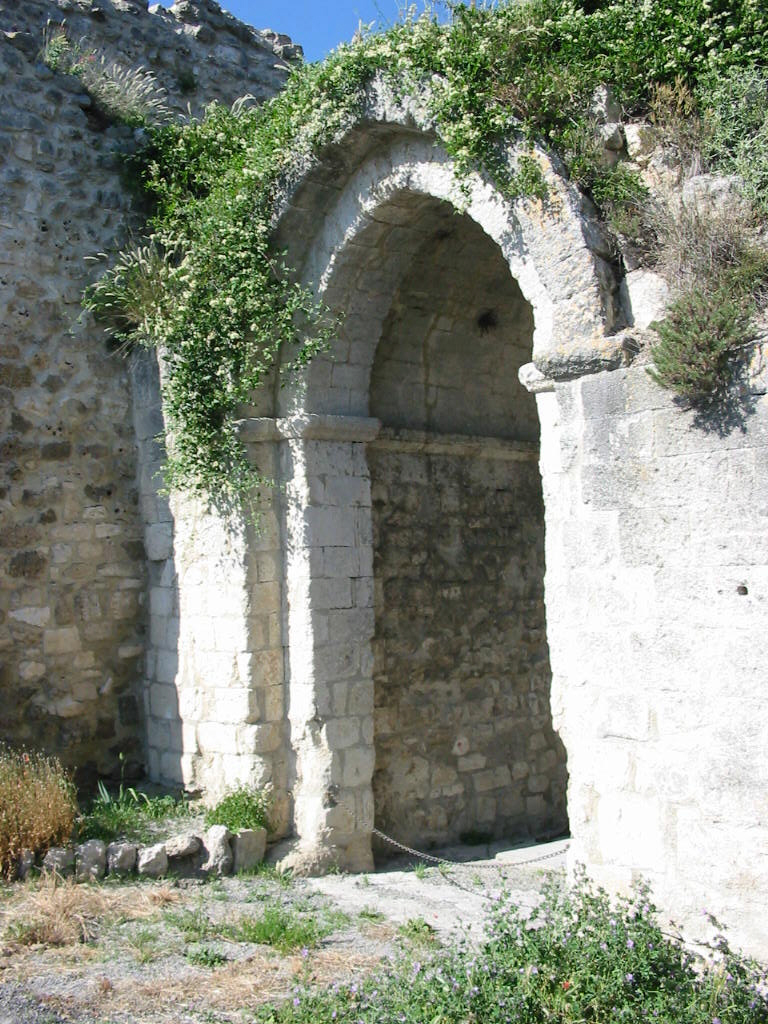
Porte Saint-Pierre
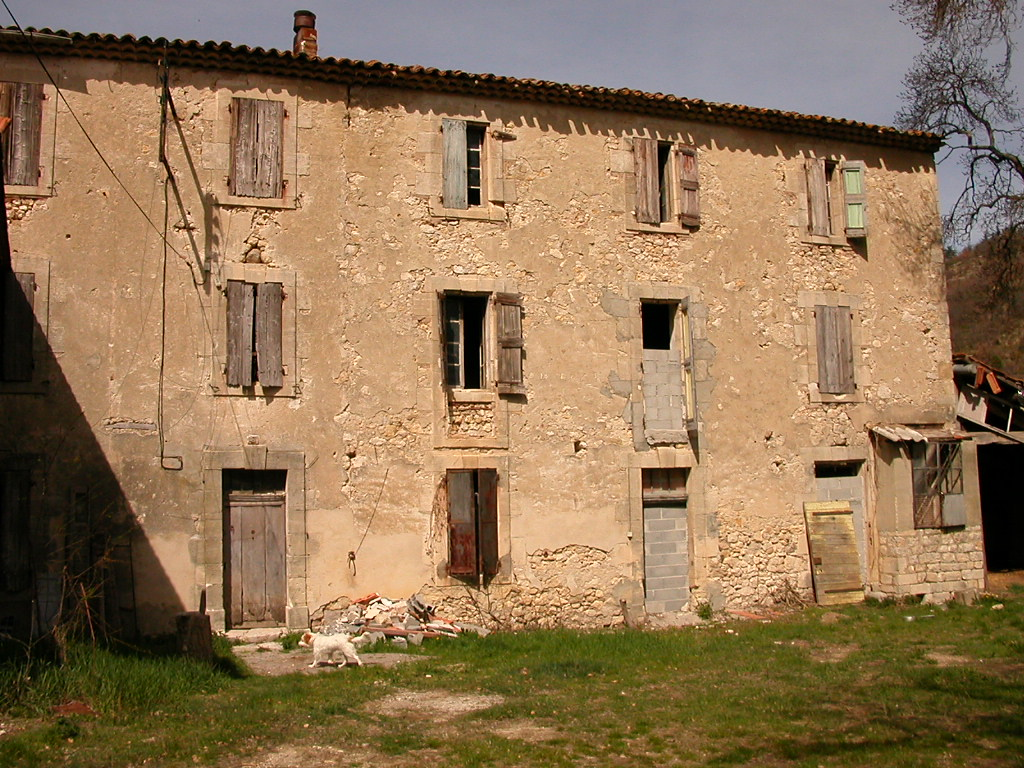
Die Délestic-Mühle, auch Moulin de l’Agnelet genannt
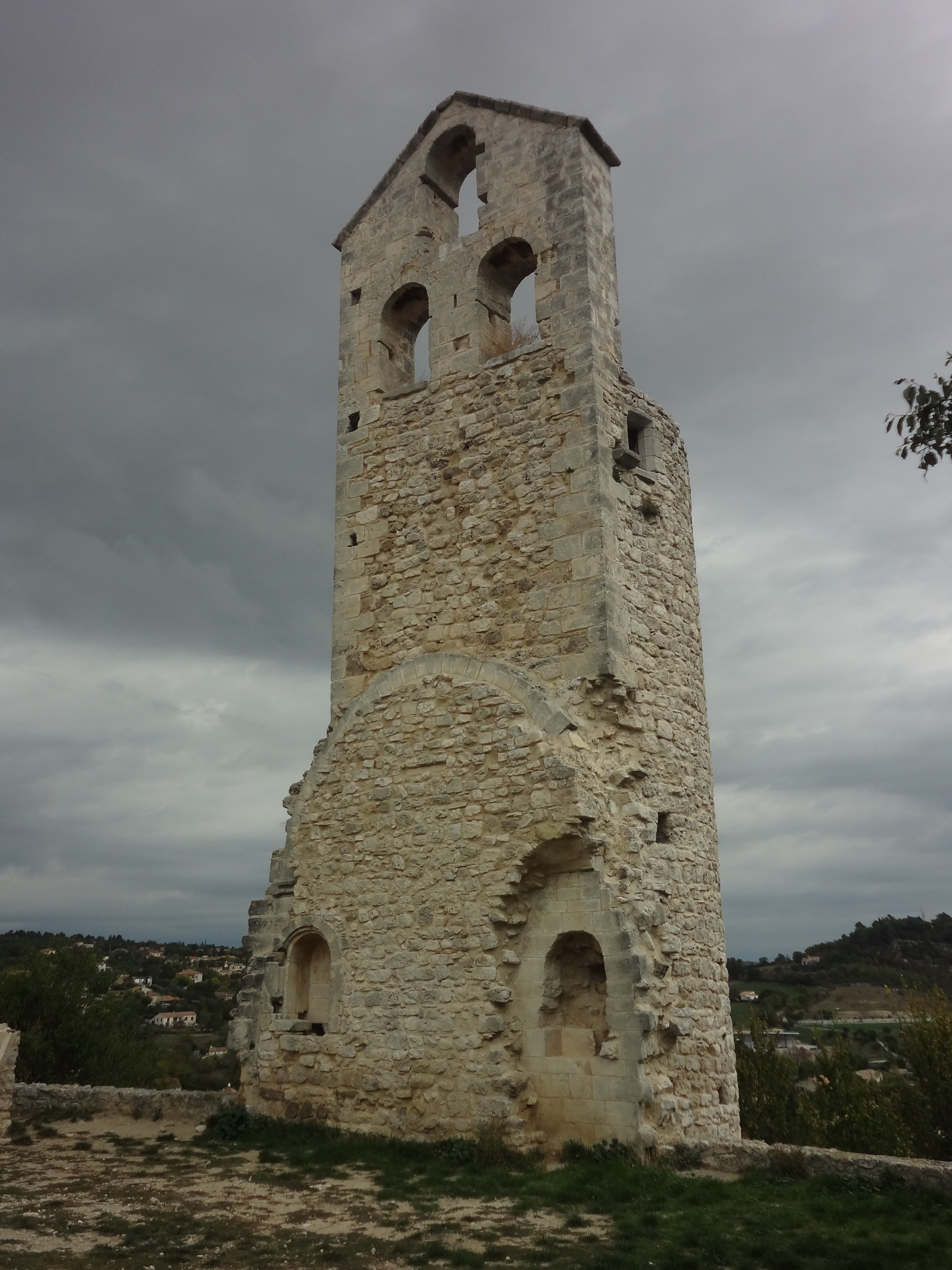
Von der zerstörten Kirche Saint-Pierre ist der Turm noch vorhanden.
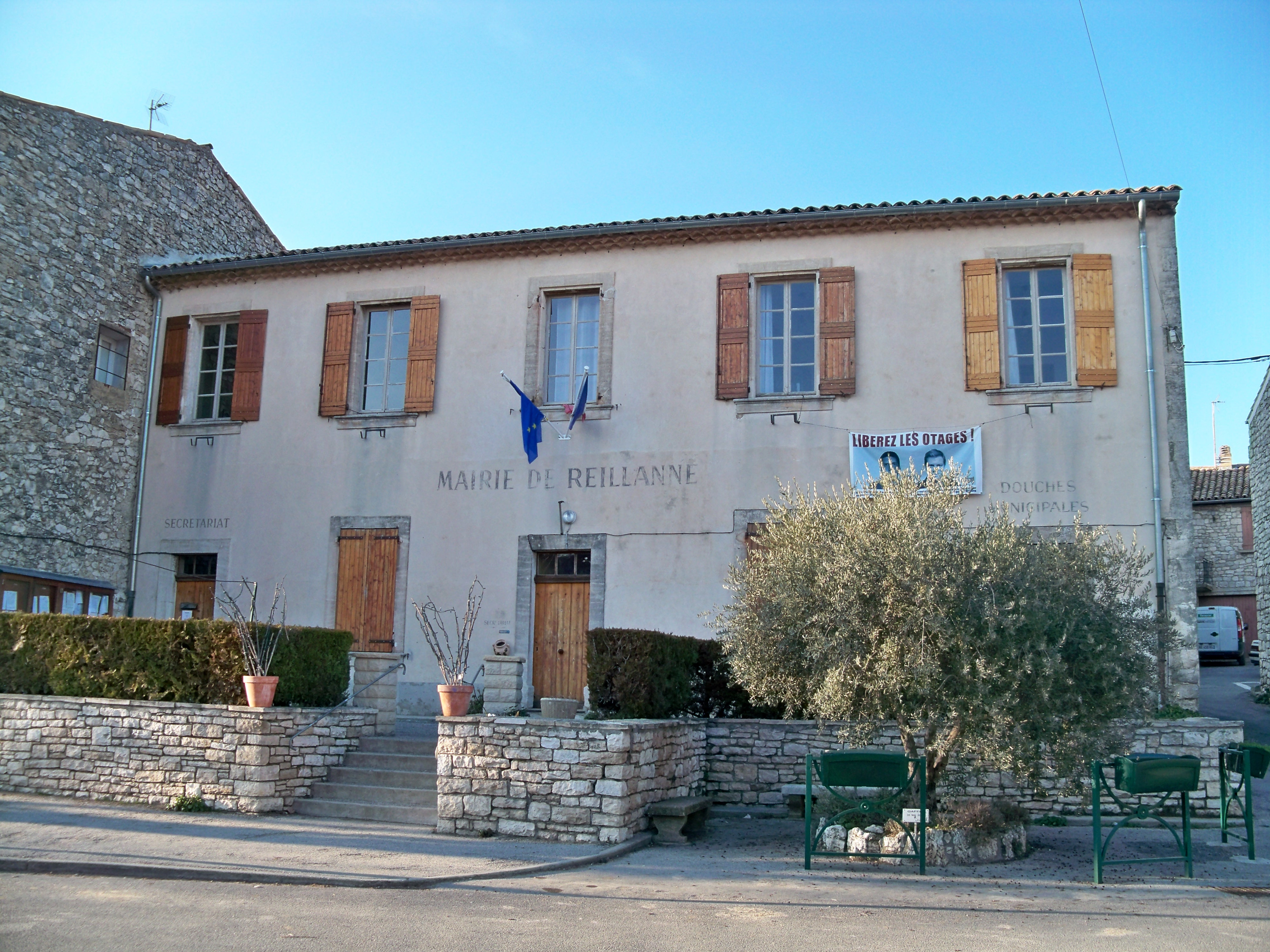
Die Mairie